# اوريلي فيليبيتي
اوريلي فيليبيتي (بالفرنسية: Aurélie Filippetti) (مواليد 17 حزيران عام 1973 في مدينة فيلليبوت)، في إقليم مورت وموزيل (إقليم فرنسي)، وهي سياسية فرنسية وكاتبة روائية.
هي عضوة في الحزب الاشتراكي الفرنسي، وأُنتُخِبَتْ كنائبة عن موزيل (إقليم فرنسي) في الجمعية الوطنية الفرنسية عام 2007 وأعيد انتخابها عام 2012.
أصبحت وزيرة التربية والاتصالات في الحكومة الفرنسية من 16 أيار 2012 حتى 25 آب 2014.

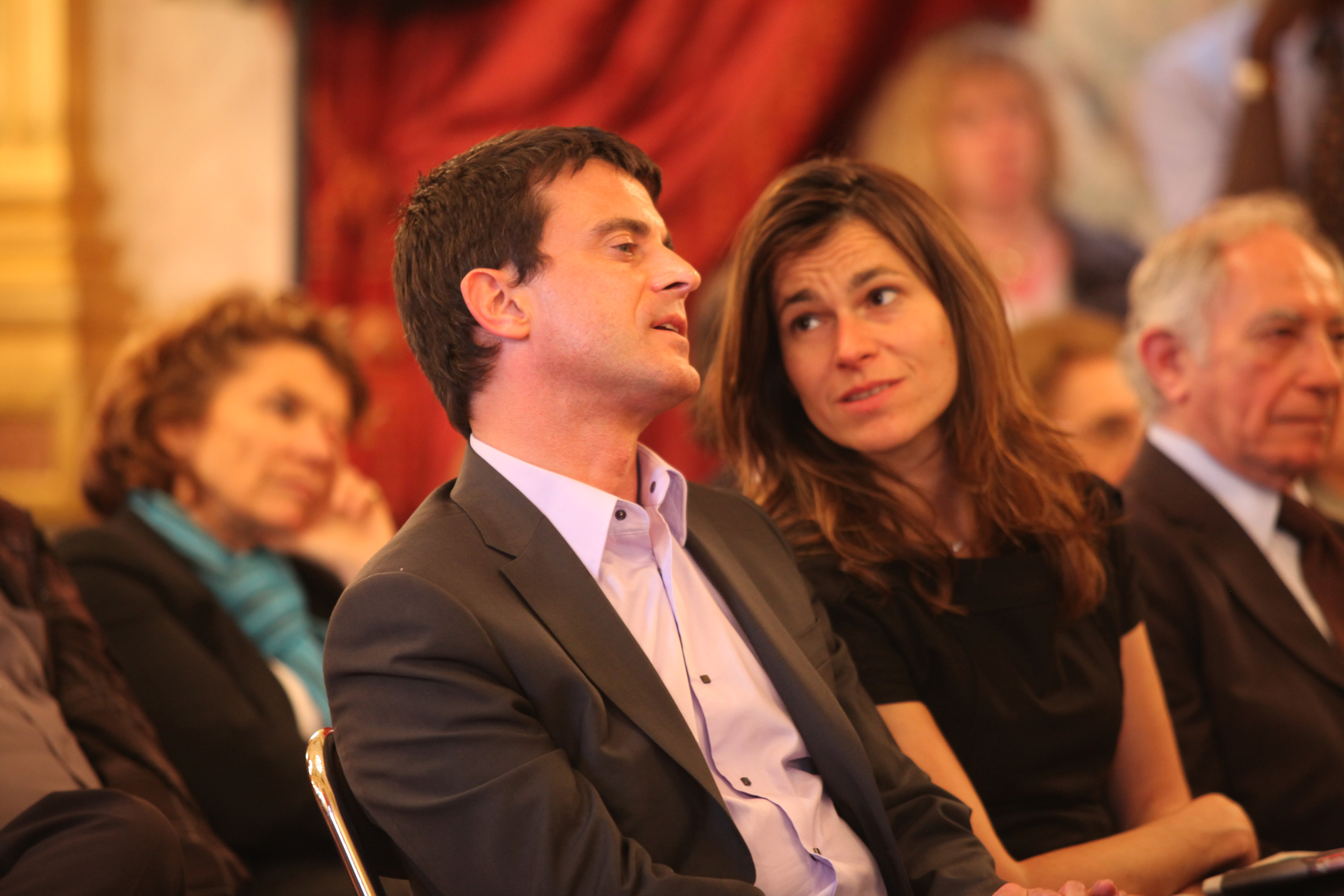
صورتها مع مانويل فالس في يوم الكتاب السياسي عام 2009.

## روابط خارجية
- اوريلي فيليبيتي على موقع IMDb (الإنجليزية)